# Tachydromia calcarata
Tachydromia calcarata är en tvåvingeart som först beskrevs av Gabriel Strobl 1910.  Tachydromia calcarata ingår i släktet Tachydromia och familjen puckeldansflugor. Inga underarter finns listade i Catalogue of Life.